# Exército Mahdi
Jaish al-Mahdi, também conhecido como Exército Mahdi ou ainda Milícia Mahdi (em árabe: جيش المهدي), é um grupo paramiliar iraquiano criado pelo clérigo xiita Muqtada al-Sadr em junho de 2003.
O grupo surgiu no contexto da Guerra do Iraque, lutando contra as forças de ocupação estrangeiras (lideradas pelos Estados Unidos) e também contra outras facções iraquianas, especialmente contra os rivais sunitas. Em 2004, eles lideravam o movimento xiita de insurgência. Com isso, seu líder, Muqtada al-Sadr, se tornou um homem procurado, taxado como terrorista. Com o passar do tempo, al-Sadr tentou mudar as diretrizes do grupo para torná-lo um movimento político mais legítimo, com o propósito de tentar alcançar alguma coisa nas eleições de 2005. Muqtada al-Sadr ordenou então que o Exército Mahdi baixasse suas armas e pediu um cessar-fogo. A trégua, contudo, durou menos de um mês, antes da violência voltar com toda a força. Nesse momento, o Iraque passou por um período de enorme conflito e tensão sectária e religiosa, que deixou centenas de milhares de mortos. Em 2008, após perder força devido às ofensivas das forças armadas iraquianas, o grupo foi dispersado e, teoricamente, abolido.
No auge do seu poder, o Exército Mahdi tinha um exército de até 60 000 milicianos. Eles controlavam, por influência, governos locais, a polícia e chegou até a colaborar com alguns grupos sunitas rivais moderados. Eles também chegaram a ter boas relações com as autoridades de Bagdá e com as forças armadas iraquianas. Segundo informações, eles também recebiam financiamento, treinamento e até armas de nações xiitas como, especialmente e majoritariamente, o Irã.
O grupo era considerado um dos mais bem armados e organizados do Iraque e ficou conhecido por seu uso de artefatos explosivos improvisados. Tais bombas eram usadas contra o governo iraquiano, a coalizão ocidental e contra outras organizações sunitas.
Em 28 de agosto de 2008, al-Sadr ordenou que o Exército Mahdi suspendesse a atividade militar por tempo indeterminado. Mais tarde, no entanto, al-Sadr criou duas ou três novas organizações para ocupar o lugar do Exército Mahdi: as Brigadas do Dia Prometido, fundadas em novembro de 2008 como uma milícia, e a Muhamidoon, focada no trabalho social e educação religiosa.
As Brigadas do Dia Prometido permaneceram como uma facção influente no movimento xiita. Anos depois, era novamente um dos grupos mais fortes e influentes dentro do Iraque.
Em 2014 al-Sadr ordenou a formação das "Companhias de Paz" para proteger santuários xiitas do Estado Islâmico do Iraque e do Levante. Em junho de 2014, essas Companhias de Paz marcharam em Sadr City, um bairro pobre de Bagdá infame por ser o principal centro de operações do Exército Mahdi durante a Guerra do Iraque. Além de guardar santuários, as Companhias de Paz participaram de operações ofensivas, como a recaptura de Jurf Al Nasr em outubro de 2014.